# Iravati (album)
Az Iravati Hajasibara Megumi nyolcadik nagylemeze, mely 1997. augusztus 6-án jelent meg a King Records kiadónál. Az összes Hajasibara-album közül ez lett a legnépszerűbb, 277 000 példányt adtak el belőle, és az Oricon japán lemezeladási lista ötödik helyéig jutott el. Az albumon több dalt is az énekesnő írt, ezeket Megumiként szignálja.

## Dalok listája
1. Good Luck! - Sok sikert! 4:35
2. I’ll Be There (Ballad Version) - Ott leszek (Ballada verzió) 5:01
3. Successful Mission - Sikeres küldetés 4:09
4. Tamasii no Rufuran (Aqua Groove Mix) (魂のルフラン)?, ’A lélek refrénje’) 5:29
5. Déjá Vu 5:06
6. The Gift - Az ajándék 5:04
7. Run All the Way! (Fire Ball Groove Mix) (Fuss az életed árán!) 7:25
8. Just Be Conscious - Csak légy magabiztos 4:41
9. Kokoro jo Gensi ni Modore (Naked Flower Version) (心よ原始に戻れ?, ’Szívem, légy újra ártatlan!’) 4:54
10. Asita ni Nare (明日になれ?) 5:38
11. Reflection - Tükörkép 5:19
12. Thirty - Harminc 4:50
13. Gennei (幻影?, ’Hallucináció’) 6:03

## Albumból készült kislemezek
- Just Be Conscious (1996. július 5.)
- Successful Mission (1996. október 23.)
- Reflection (1997. július 5.)